# Crangonyx
Crangonyx là một chi động vật giáp xác thuộc họ Crangonyctidae. Chi này có các loài sau:
- Crangonyx dearolfi
- Crangonyx grandimanus
- Crangonyx hobbsi

## Hình ảnh

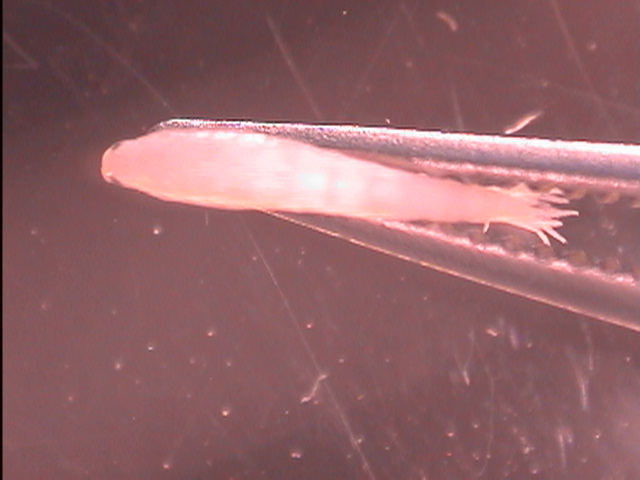